# Guimarânia
Guimarânia este un oraș în Minas Gerais (MG), Brazilia.